# Syracuse 3B
O Syracuse 3B é um satélite de comunicação geoestacionário militar francês construído pela Alcatel Alenia Space (anteriormente Alcatel Space). Ele está localizado na posição orbital de 5 graus de longitude oeste e é operado pelo Direction générale de l'armement (DGA) da França. O satélite foi baseado na plataforma Spacebus-4000B3 e sua expectativa de vida útil é de 15 anos.

## Lançamento
O satélite foi lançado com sucesso ao espaço no dia 11 de agosto de 2006 às 22:14 UTC, por meio de um veiculo Ariane-5ECA a partir do Centro Espacial de Kourou, na Guiana Francesa, juntamente com o satélite JCSAT-10. Ele tinha uma massa de lançamento de 3725 kg.